# Saint-Michel-Chef-Chef
 Saint-Michel-Chef-Chef  es una población y comuna francesa, situada en la región de Países del Loira, departamento de Loira Atlántico, en el distrito de Saint-Nazaire y cantón de Pornic.

## Demografía
| 2106 | 2242 | 2447 | 2517 | 2663 | 3177 |
| Para los censos de 1962 a 1999 la población legal corresponde a la población sin duplicidades (Fuente: INSEE [Consultar]) |      |      |      |      |      |